# Porte-de-Benauge
Porte-de-Benauge è un comune francese di 591 abitanti situato nel dipartimento della Gironda nella regione della Nuova Aquitania. È stato istituito il 1 gennaio 2019 dalla fusione dei precedenti comuni di Arbis e Cantois e dal 1 gennaio 2025 ha incorporato anche il precedente comune di Saint-Genis-du-Bois.